# Burlington, North Dakota
Burlington är en stad i Ward County i delstaten North Dakota, USA med 1 096 invånare (2000).
Burlington grundades 1883 och är den äldsta staden i countyt. Den var countyts huvudort till 1888. När postkontoret öppnades fick staden sitt nuvarande namn av en av grundarna efter hans hemstad, Burlington i Iowa.